# The Leaning Tower and Other Stories
The Leaning Tower and Other Stories ist ein Erzählungsband der amerikanischen Schriftstellerin Katherine Anne Porter (1890–1980), der 1944 erschienen ist.

## Inhalt
Der Band umfasst folgende Erzählungen, die zumeist Kindheitserinnerungen der Autorin widerspiegeln:
- Der Augenzeuge. Eine kurze Geschichte über den einstigen Negersklaven Jimbilly, der den ungläubigen Kindern von seinen schrecklichen Erlebnissen erzählt.
- Der Zirkus. Ein Besuch im Zirkus ist für die Familie und die Bediensteten ein großes Erlebnis. Doch die kleine Miranda muss von dem schmollenden Kindermädchen nach Hause gebracht werden.
- Das Grab. Miranda und Paul durchstreifen die Gegend und jagen Tiere. Sie finden in ehemaligen Gräbern Gegenstände der Verstorbenen und als Paul ein Kaninchen erjagt, stellt sich heraus, dass das Tier trächtig war. Miranda erfährt so das Geheimnis, woher die Jungen kommen. Mit innerem Schaudern nimmt sie bisher unbekannte, schaurige Dinge wahr.
- Quell und Ursprung. Wenn die Großmutter im Sommer aufs Land kommt, dann krempelt sie dort alles nach ihren Vorstellungen um, und alle müssen ihr gehorchen. Als sie schließlich wieder nach Hause fährt, atmen Verwandte und Diener auf.
- Die alten Bräuche. Großmutter und ihre ehemalige Negersklavin Nannie sitzen beisammen und handarbeiten, während sie sich an frühere Zeiten erinnern. Nannie kam als Kind zur ebenfalls noch kleinen Sophia Jane. Durch alle Zeitläufe hindurch blieben die beiden Frauen miteinander vertraut. Wenn sie zusammen die Kindererziehung kritisieren können, verstehen sie einander vollkommen.
- Das letzte Blatt. Als Großmutter gestorben war, zog Nannie zur Überraschung aller in ein eigenes Haus, wo auch sie nun ihren eigenen Tod erwartete.
- Der schiefe Turm. Eine längere Erzählung, die von den bedrückenden Erfahrungen eines jungen Amerikaners im Berlin des Jahres 1931 berichtet.
- In dunkle Tiefen führt der Erkenntnis Pfad. Kindheitserlebnisse eines vierjährigen Knaben.
- Alles an einem Tage. Die Schilderung eines Ehepaares, das ohne Verständnis füreinander ist und sich hasst.

## Ausgaben
- The leaning tower and other stories. New York: Harcourt, Brace and Company, 1944
- The leaning tower and other stories. London: Jonathan Cape, 1945

## Übersetzungen
- Das letzte Blatt. Bad Wörishofen: Kindler und Schiermeyer, 1953 (Übersetzung: Hansi Bochow-Blüthgen)
- Der schiefe Turm. Erzählungen. Zürich: Diogenes, 1965 (Übersetzung: Joachim Uhlmann)
- Der schiefe Turm und andere Erzählungen. Taschenbuchausgabe. Reinbek: Rowohlt, 1967 (Übersetzung: Joachim Uhlmann)
- Der schiefe Turm und andere Erzählungen. Stuttgart: Klett-Cotta, 1986 (Übersetzung: Helga Huisgen)